# Pueblos indígenas de Sudamérica

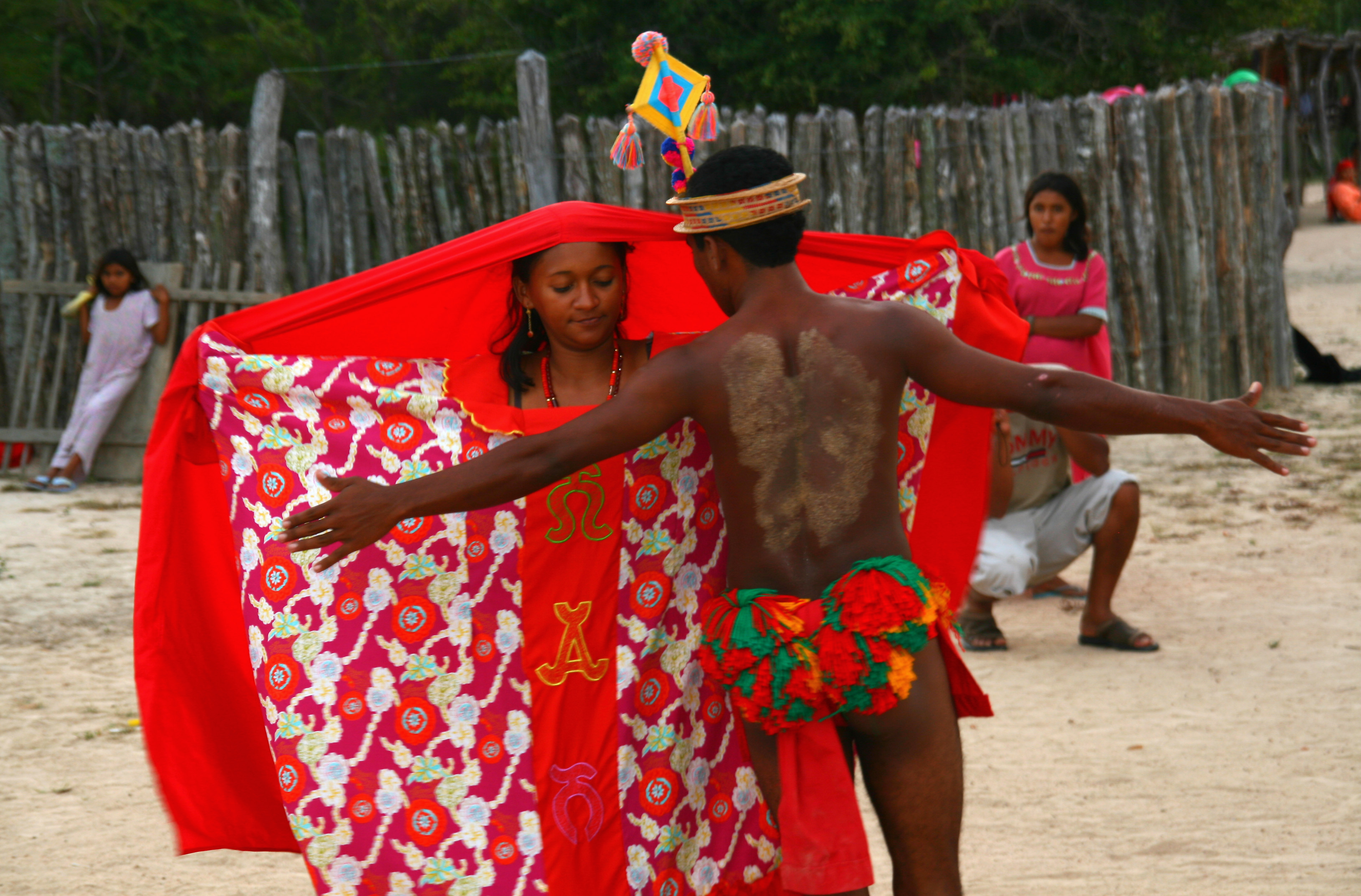
Baile de cortejo de pueblos indígenas de Colombia.

Los pueblos indígenas de Sudamérica o pueblos indígenas de América del Sur son los pueblos precolombinos de América del Sur y sus descendientes. Estos pueblos contrastan con los sudamericanos de ascendencia europea o africana.
A los pueblos indígenas o simplemente indígenas, también se les puede llamar pueblos nativos o aborígenes. El término aborigen se usa principalmente en Argentina y pueblos aborígenes, más comúnmente en Colombia. También puede utilizarse el término amerindio para referirse a indio de America y usado a menudo en Las Guayanas. Los latinoamericanos de ascendencia mixta europea e indígena generalmente se conocen como mestizos (en español) o mestiços (en portugués).

## Historia

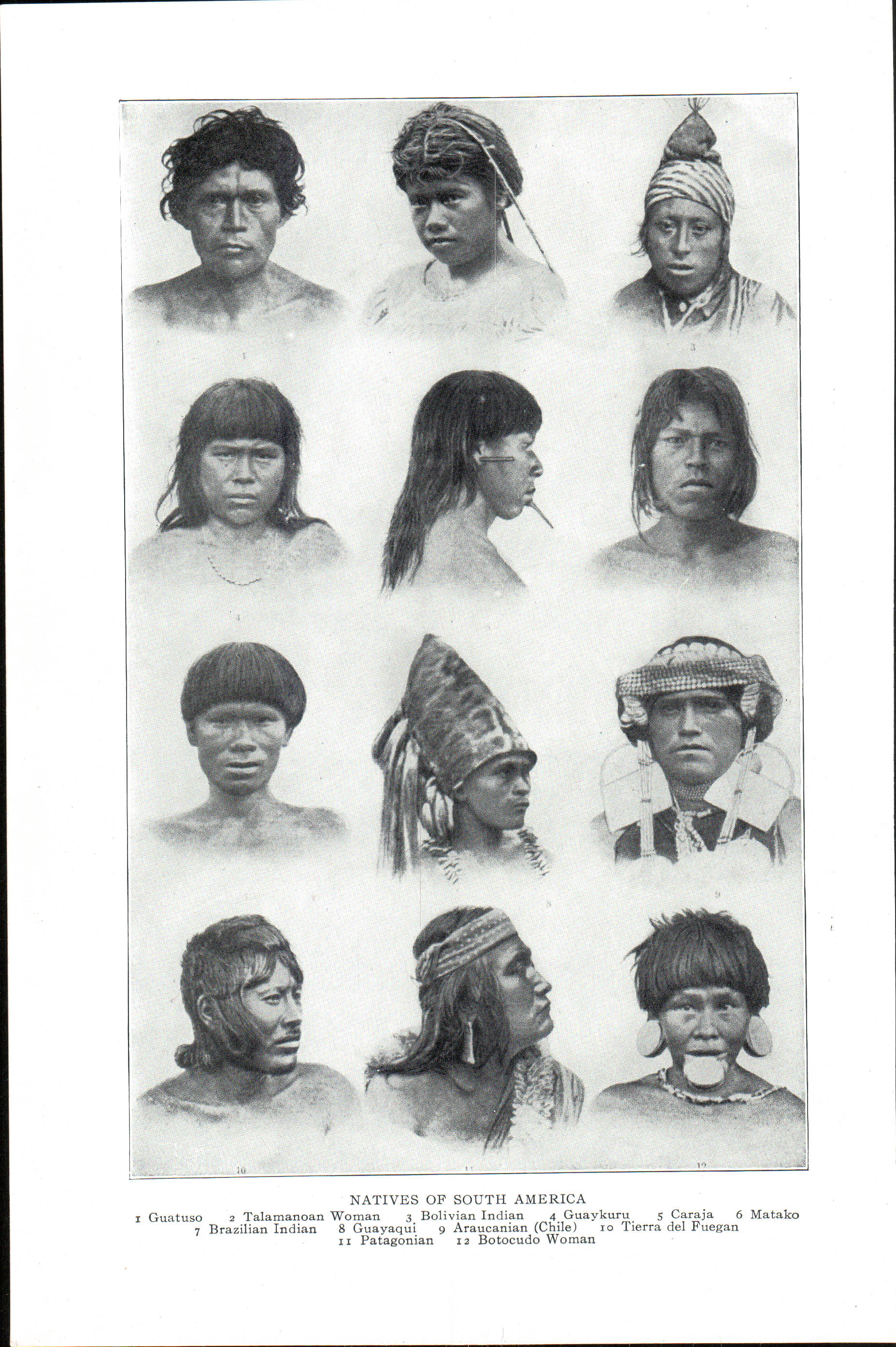
Representaciones de pueblos indígenas de América del Sur en 1914.

Se cree que las primeras poblaciones humanas de América del Sur llegaron desde Asia a América del Norte a través del puente terrestre de Bering y emigraron hacia el sur y/o alternativamente, desde Polinesia a través del océano Pacífico. La evidencia arqueológica más antigua, generalmente aceptada de la presencia humana en América del Sur, data de hace 14 000 años, en el sitio de Monte Verde en el sur de Chile. Los descendientes de estos primeros habitantes se convertirían en los pueblos indígenas de Sudamérica.
Antes de la colonización española de América, muchos de los pueblos indígenas de América del Sur eran cazadores-recolectores y, de hecho, algunos todavía lo son, especialmente en el área amazónica. Otros, especialmente las culturas andinas, practicaban una agricultura sofisticada, utilizando avanzados sistemas de riego y criaban ganado domesticado, como llamas y alpacas.
En la actualidad, existe un país sudamericano donde los pueblos indígenas (quechuas y aimaras).
Los pueblos indígenas de Sudamérica, entre otros, incluyen:
- Pueblos indígenas de Argentina
- Pueblos indígenas de Bolivia
- Pueblos indígenas de Brasil
- Pueblos indígenas de Chile
- Pueblos indígenas de Colombia
- Pueblos indígenas de Ecuador
- Pueblos indígenas de Paraguay
- Pueblos indígenas de Perú
- Pueblos indígenas de Uruguay
- Pueblos indígenas de Venezuela

## Proporción de poblaciones indígenas y mestizas en Sudamérica
Indígenas, mestizos y su participación acumulada en la población del país (cifras disponibles estimadas):
- Argentina: 2,8 % de indígenas, es decir, 1,3 millón sobre 46 millones de habitantes,
- Bolivia: 25 % de indígenas y 40 % de mestizos,
- Chile: 3,2 % de indígenas y 44 % de mestizos,[9]
- Colombia: 4 % de indígenas y 72 % de mestizos,
- Ecuador: 6,3 %[10] de indígenas y 71,9 % de mestizos,
- Guayana Francesa, Guyana y Surinam: entre el 5 y el 20 %,
- Paraguay: 5 % de indígenas y 93,3 % de mestizos, es decir,
- Perú: 25 % de indígenas y 60 % de mestizos,[11]
- Uruguay 6,4 % de indígenas y 8 % de mestizos.
- Venezuela: 2 % de indígenas y 69 % de mestizos.